# Torneio Pré-Olímpico de Voleibol Masculino de 2012 - Mundial
O torneio pré-olímpico mundial foi disputado de 1º a 10 de junho de 2012. Foi dividido em três grupos disputados em três diferentes cidades: Tóquio (Japão), Sófia (Bulgária) e Berlim (Alemanha). O torneio sediado no Japão também serviu como Pré-Olímpico da Ásia.

## Equipes participantes
| Equipe        | Participações olímpicas                             | Melhor participação |
| ------------- | --------------------------------------------------- | ------------------- |
| Alemanha      | 1 (2008)                                            | 9º (2008)           |
| Austrália     | 2 (2000, 2004)                                      | 8º (2000)           |
| Bulgária      | 7 (1964, 1968, 1972, 1980, 1988, 1996, 2008)        | 2º (1980)           |
| China         | 2 (1984, 2008)                                      | 5º (2008)           |
| Coreia do Sul | 8 (1964, 1972, 1976, 1984, 1988, 1992, 1996 e 2000) | 5º (1984)           |
| Cuba          | 6 (1972, 1976, 1980, 1992, 1996 e 2000)             | 3º (1976)           |
| Egito         | 4 (1976, 1984, 2000 e 2008)                         | 10º (1976 e 1984)   |
| França        | 3 (1988, 1992 e 2004)                               | 8º (1988)           |
| Índia         | nenhuma                                             | -                   |
| Irã           | nenhuma                                             | -                   |
| Japão         | 8 (1964, 1968, 1972, 1976, 1984, 1988, 1992 e 2008) | 1º (1972)           |
| Paquistão     | nenhuma                                             | -                   |
| Porto Rico    | nenhuma                                             | -                   |
| Chéquia       | nenhuma                                             | -                   |
| Sérvia        | 5 (1980, 1996, 2000, 2004 e 2008)                   | 1º (2000)           |
| Venezuela     | 1 (2008)                                            | 9º                  |

## Torneio 1
- Local:  Tokyo Metropolitan Gymnasium, Tóquio, Japão
- Período: 1 a 10 de junho de 2012

O torneio sediado em Tóquio era composto por oito equipes, sendo cinco asiáticas, uma sul-americana, uma da NORCECA e uma da europeia. Disputado em turno único de pontos corridos, garantiu ao campeão e à melhor equipe asiática a classificação para os Jogos Olímpicos.

### Classificação
|     |               |     | Jogos | Jogos | Jogos | Sets | Sets | Sets  | Pontos | Pontos | Pontos |
| Pos | Equipe        | Pts | T     | V     | D     | V    | P    | R     | V      | P      | R      |
| --- | ------------- | --- | ----- | ----- | ----- | ---- | ---- | ----- | ------ | ------ | ------ |
| 1   | Sérvia        | 21  | 7     | 7     | 0     | 552  | 426  | 1.296 | 21     | 1      | 21,000 |
| 2   | Austrália     | 15  | 7     | 5     | 2     | 527  | 470  | 1.121 | 15     | 8      | 1.875  |
| 3   | Irã           | 14  | 7     | 5     | 2     | 612  | 547  | 1.119 | 16     | 9      | 1.778  |
| 4   | Japão         | 11  | 7     | 4     | 3     | 579  | 567  | 1.021 | 13     | 12     | 1.083  |
| 5   | China         | 11  | 7     | 3     | 4     | 575  | 599  | 0.960 | 13     | 14     | 0.929  |
| 6   | Coreia do Sul | 8   | 7     | 3     | 4     | 593  | 635  | 0.934 | 13     | 16     | 0.813  |
| 7   | Venezuela     | 3   | 7     | 1     | 6     | 453  | 542  | 0.836 | 4      | 18     | 0.222  |
| 8   | Porto Rico    | 1   | 7     | 0     | 7     | 489  | 594  | 0.823 | 4      | 21     | 0.190  |

### Resultados
- Horários UTC+09:00

| Data   | Hora  |                   | Placar |                  | Set 1 | Set 2 | Set 3 | Set 4 | Set 5 | Total   | Relatório |
| ------ | ----- | ----------------- | ------ | ---------------- | ----- | ----- | ----- | ----- | ----- | ------- | --------- |
| 01 Jun | 11:10 | ' Austrália '     | 3–0    | Venezuela        | 25–14 | 25–22 | 25–18 |       |       | 75–54   | 75–54     |
| 01 Jun | 13:40 | Porto Rico        | 0–3    | ' China'         | 23–25 | 19–25 | 17–25 |       |       | 59–75   | 59–75     |
| 01 Jun | 16:10 | ' Irã '           | 3–0    | Coreia do Sul    | 25–17 | 25–18 | 25–16 |       |       | 75–51   | 75–51     |
| 01 Jun | 19:15 | Japão             | 0–3    | ' Sérvia'        | 19–25 | 23–25 | 16–25 |       |       | 58–75   | 58–75     |
| 02 Jun | 11:10 | ' Austrália '     | 3–0    | Porto Rico       | 25–14 | 25–19 | 25–20 |       |       | 75–53   | 75–53     |
| 02 Jun | 13:40 | China             | 2–3    | ' Irã'           | 25–23 | 21–25 | 31–29 | 15–25 | 13–15 | 105–117 | 105–117   |
| 02 Jun | 16:30 | Coreia do Sul     | 1–3    | ' Sérvia'        | 23–25 | 22–25 | 25–17 | 12–25 |       | 82–92   | 82–92     |
| 02 Jun | 19:15 | ' Japão '         | 3–0    | Venezuela        | 25–20 | 25–20 | 32–30 |       |       | 82–70   | 82–70     |
| 05 Jun | 11:10 | Porto Rico        | 0–3    | ' Venezuela'     | 20–25 | 20–25 | 21–25 |       |       | 61–75   | 61–75     |
| 05 Jun | 13:40 | Irã               | 1–3    | ' Austrália'     | 25–17 | 18–25 | 18–25 | 23–25 |       | 84–92   | 84–92     |
| 05 Jun | 16:10 | ' Sérvia '        | 3–0    | China            | 25–15 | 25–13 | 25–21 |       |       | 75–49   | 75–49     |
| 05 Jun | 19:15 | ' Japão '         | 3–2    | Coreia do Sul    | 25–22 | 24–26 | 25–20 | 19–25 | 15–6  | 108–99  | 108–99    |
| 06 Jun | 11:10 | Porto Rico        | 1–3    | ' Irã'           | 24–26 | 16–25 | 25–22 | 20–25 |       | 85–98   | 85–98     |
| 06 Jun | 13:40 | Austrália         | 0–3    | ' Sérvia'        | 18–25 | 19–25 | 18–25 |       |       | 55–75   | 55–75     |
| 06 Jun | 16:10 | Venezuela         | 0–3    | ' Coreia do Sul' | 25–27 | 22–25 | 15–25 |       |       | 62–77   | 62–77     |
| 06 Jun | 19:15 | Japão             | 1–3    | ' China'         | 19–25 | 27–25 | 18–25 | 18–25 |       | 82–100  | 82–100    |
| 07 Jun | 11:10 | ' Irã '           | 3–0    | Venezuela        | 25–16 | 25–16 | 25–20 |       |       | 75–52   | 75–52     |
| 07 Jun | 13:40 | ' Sérvia '        | 3–0    | Porto Rico       | 25–19 | 25–17 | 25–18 |       |       | 75–54   | 75–54     |
| 07 Jun | 16:10 | ' Coreia do Sul ' | 3–2    | China            | 25–21 | 22–25 | 25–20 | 14–25 | 15–13 | 101–104 | 101–104   |
| 07 Jun | 19:15 | ' Japão '         | 3–0    | Austrália        | 25–22 | 25–23 | 25–12 |       |       | 75–57   | 75–57     |
| 09 Jun | 11:10 | Irã               | 0–3    | ' Sérvia'        | 28–30 | 28–30 | 22–25 |       |       | 78–85   | 78–85     |
| 09 Jun | 13:40 | Venezuela         | 1–3    | ' China'         | 18–25 | 26–28 | 25–19 | 21–25 |       | 90–97   | 90–97     |
| 09 Jun | 16:10 | ' Austrália '     | 3–1    | Coreia do Sul    | 25–22 | 25–17 | 23–25 | 25–20 |       | 98–84   | 98–84     |
| 09 Jun | 19:15 | ' Japão '         | 3–1    | Porto Rico       | 22–25 | 25–21 | 25–19 | 25–16 |       | 97–81   | 97–81     |
| 10 Jun | 11:10 | ' Sérvia '        | 3–0    | Venezuela        | 25–14 | 25–13 | 25–23 |       |       | 75–50   | 75–50     |
| 10 Jun | 13:40 | China             | 0–3    | ' Austrália'     | 12–25 | 20–25 | 13–25 |       |       | 45–75   | 45–75     |
| 10 Jun | 16:10 | ' Coreia do Sul ' | 3–2    | Porto Rico       | 15–25 | 25–18 | 19–25 | 25–16 | 15–12 | 99–96   | 99–96     |
| 10 Jun | 19:15 | Japão             | 0–3    | ' Irã'           | 22–25 | 33–35 | 22–25 |       |       | 77–85   | 77–85     |

- Equipes classificadas:   Sérvia (campeã) e   Austrália (melhor asiática).

## Torneio 2
- Local:  Max-Schmeling-Halle, Berlim, Alemanha
- Período: 8 a 10 de junho de 2012

O torneio de Berlim qualificou apenas a equipe campeã para o Torneio Olímpico.

### Classificação
|     |          |     | Jogos | Jogos | Jogos | Sets | Sets | Sets  | Pontos | Pontos | Pontos |
| Pos | Equipe   | Pts | T     | V     | D     | V    | P    | R     | V      | P      | R      |
| --- | -------- | --- | ----- | ----- | ----- | ---- | ---- | ----- | ------ | ------ | ------ |
| 1   | Alemanha | 8   | 3     | 3     | 0     | 281  | 247  | 1.138 | 9      | 3      | 3,000  |
| 2   | Cuba     | 7   | 3     | 2     | 1     | 283  | 258  | 1.097 | 8      | 4      | 2,000  |
| 3   | Chéquia  | 3   | 3     | 1     | 2     | 262  | 255  | 1.027 | 5      | 6      | 0.833  |
| 4   | Índia    | 0   | 3     | 0     | 3     | 159  | 225  | 0.707 | 0      | 9      | 0,000  |

### Resultados
- Horários UTC+02:00

| Data   | Hora  |              | Placar |             | Set 1 | Set 2 | Set 3 | Set 4 | Set 5 | Total   | Relatório |
| ------ | ----- | ------------ | ------ | ----------- | ----- | ----- | ----- | ----- | ----- | ------- | --------- |
| 08 Jun | 17:10 | Chéquia      | 1–3    | ' Cuba'     | 29–27 | 23–25 | 23–25 | 21–25 |       | 96–102  | 96–102    |
| 08 Jun | 20:10 | Índia        | 0–3    | ' Alemanha' | 16–25 | 19–25 | 15–25 |       |       | 50–75   | 50–75     |
| 09 Jun | 15:10 | Índia        | 0–3    | ' Chéquia'  | 19–25 | 13–25 | 23–25 |       |       | 55–75   | 55–75     |
| 09 Jun | 18:10 | ' Alemanha ' | 3–2    | Cuba        | 25–21 | 25–17 | 21–25 | 17–25 | 20–18 | 108–106 | 108–106   |
| 10 Jun | 14:30 | ' Cuba '     | 3–0    | Índia       | 25–12 | 25–22 | 25–20 |       |       | 75–54   | 75–54     |
| 10 Jun | 17:10 | ' Alemanha ' | 3–1    | Chéquia     | 25–22 | 23–25 | 25–23 | 25–21 |       | 98–91   | 98–91     |

- Equipe classificada:   Alemanha

## Torneio 3
- Local:  Armeets Arena, Sófia, Bulgária
- Período: 8 a 10 de junho de 2012

O torneio seria disputado em Roma (Itália), mas como a seleção italiana conseguiu a qualificação através do Pré-Olímpico europeu, foi transferido para Sófia. Apenas a equipe campeã se classificou para a Olimpíada.

### Classificação
|     |           |     | Jogos | Jogos | Jogos | Sets | Sets | Sets  | Pontos | Pontos | Pontos |
| Pos | Equipe    | Pts | T     | V     | D     | V    | P    | R     | V      | P      | R      |
| --- | --------- | --- | ----- | ----- | ----- | ---- | ---- | ----- | ------ | ------ | ------ |
| 1   | Bulgária  | 9   | 3     | 3     | 0     | 273  | 216  | 1.264 | 9      | 2      | 4.500  |
| 2   | França    | 6   | 3     | 2     | 1     | 284  | 263  | 1.080 | 7      | 5      | 1.400  |
| 3   | Egito     | 3   | 3     | 1     | 2     | 230  | 247  | 0.931 | 5      | 6      | 0.833  |
| 4   | Paquistão | 0   | 3     | 0     | 3     | 186  | 247  | 0.753 | 1      | 9      | 0.111  |

### Resultados
- Horários UTC+03:00

| Data   | Hora  |              | Placar |             | Set 1 | Set 2 | Set 3 | Set 4 | Set 5 | Total  | Relatório |
| ------ | ----- | ------------ | ------ | ----------- | ----- | ----- | ----- | ----- | ----- | ------ | --------- |
| 08 Jun | 17:30 | Egito        | 1–3    | ' França'   | 22–25 | 25–18 | 15–25 | 21–25 |       | 83–93  | 83–93     |
| 08 Jun | 20:30 | Paquistão    | 0–3    | ' Bulgária' | 17–25 | 12–25 | 21–25 |       |       | 50–75  | 50–75     |
| 09 Jun | 17:30 | ' Egito '    | 3–0    | Paquistão   | 25–13 | 25–22 | 26–24 |       |       | 76–59  | 76–59     |
| 09 Jun | 20:30 | França       | 1–3    | ' Bulgária' | 19–25 | 28–26 | 23–25 | 25–27 |       | 95–103 | 95–103    |
| 10 Jun | 17:30 | Paquistão    | 1–3    | ' França'   | 25–21 | 20–25 | 19–25 | 13–25 |       | 77–96  | 77–96     |
| 10 Jun | 20:30 | ' Bulgária ' | 3–1    | Egito       | 25–16 | 25–18 | 20–25 | 25–12 |       | 95–71  | 95–71     |

- Equipe classificada:   Bulgária